# عبد الله الفهد
عبد الله الفهد، لاعب كرة قدم سعودي، يلعب حالياً في نادي الرائد.

## مسيرة اللاعب
كانت بداياته مع مع النادي الفيصلي و في عام 2013 انتقل إلى الشباب و في عام 2018 إنتقل إلى نادي الرائد .

## الحياة الشخصية
عبد الله هو شقيق كل من اللاعبين عبد الإله الفهد وباسل الفهد.

## روابط خارجية
- عبد الله الفهد على موقع قاعدة بيانات كرة القدم.إي يو (الإنجليزية)
- عبد الله الفهد على موقع Soccerway.com (الإنجليزية)
- عبد الله الفهد على موقع كووورة